# Domenico Alfani
Domenico di Paride Alfani, ou simplemente Domenico Alfani (Perúgia, c. 1480 — Perúgia, c. 1553) foi um pintor italiano do período da Renascença, na Úmbria.

## Biografia
Alfani era filho do ourives Paride Alfani. Em Perúgia foi educado juntamente com Rafael na oficina de Pietro Perugino. A grande amizade entre Rafael e Alfani e seus ocasionais trabalhos em conjunto, fizeram com que suas primeiras obras, muitas vezes bem semelhantes, ocasionassem falsas atribuições de autoria. Mais tarde, entrou na oficina de Giulio Romano e, finalmente, na de Fra Bartolomeo em Florença. Nos anos seguintes esteve envolvido com a Escola florentina de Andrea del Sarto e Rosso Fiorentino, cujo estilo teve duradoura influência no seu último período artístico. Em 1510 foi aceito no círculo de pintores de Perúgia, em 1535 casou com a mãe de seus filhos, que já haviam sido legitimados em 1520.
Uma de suas primeiras obras e talvez a melhor preservada é a da "Madona entronada entre São Nicolau e São Gregório" de 1518, que pode ser vista atualmente na Galleria Nazionale dell´Umbria (Perúgia). A base para essa pintura foi um desenho original de Rafael, intitulado "Madona Mackintosh" de 1509/10 (National Gallery, Londres).
A data da sua morte, segundo algumas fontes, foi 1540, enquanto outras dizem que estava vivo em 1553. As pinturas de Alfani podem ser vistas nas coleções em Florença e em várias igrejas em Perúgia. Seu filho, Orazio Alfani, foi também um importante pintor em Perúgia, e fundador da academia de pintura daquela cidade.